# Charles Privat
Pour les articles homonymes, voir Privat.
Charles Privat, né le 8 juin 1914 à Saint-Maurice-de-Cazevieille (Gard) et mort le 21 août 1990 à Ners (Gard), est un homme politique français, il est notamment maire d'Arles de 1947 à 1971.

## Biographie

### Parcours professionnel
Charles Raymond Privat s'engage à la Section française de l'Internationale ouvrière. Il est instituteur.

### Parcours politique
Il est élu maire d'Arles en 1947. Il conserve son siège d'édile jusqu'en 1971. Il organise à ce titre la venue de Nikita Khrouchtchev.
Il effectue toutefois une carrière au niveau national. Du 30 novembre 1958 au 9 octobre 1962, il siège à l'Assemblée nationale comme député de la 11e circonscription des Bouches-du-Rhône. Il est réélu le 25 novembre 1962, puis le 12 mars 1967, et enfin le 30 juin 1968, battant à chaque fois au second tour Marie-Madeleine Fourcade, gaulliste. Il conserve alors son siège jusqu'au 1er avril 1973. Au cours de son mandat, il prend fortement position en faveur de l'école laïque.